# Shay Astar
Shay Astar est une actrice née le 29 septembre 1981.

## Filmographie
- 1991 : Ernest à la chasse aux monstres (Ernest Scared Stupid) : Elizabeth
- 1992 : Samantha (en) : Young Samantha
- 1993 : Rio Shannon (TV)
- 1994 : The Good Life (en) (série TV) : Melissa Bowman
- 1996 : Who Stole Santa? (vidéo) : Andrea (voix)
- 1996 : Christmas in Oz (vidéo) : Andrea (voix)
- 1996 : The Oz Kids (série TV) : Andrea (voix)
- 1996 : Pâques sanglantes (en) (Seduced by Madness: The Diane Borchardt Story) (TV) : Girl #2
- 1996 : Virtual Oz (vidéo) : Andrea (voix)
- 1996 : The Nome Prince and the Magic Belt (vidéo) : Andrea (voix)
- 1996 : Toto Lost in New York (vidéo) : Andrea (voix)
- 1999 : Deal of a Lifetime : Peggy Doozer
- 2005 : The Lost : Jennifer Fitch
- 2006 : Hookers Inc. : Apple Martinni
- 2013 : All Cheerleaders Die : madame Wolf